# Garaeus sikkima
Garaeus sikkima är en fjärilsart som beskrevs av Moore 1887. Garaeus sikkima ingår i släktet Garaeus och familjen mätare. Inga underarter finns listade i Catalogue of Life.